# 1. Fußball-Club Köln 01/07 1987-1988
Questa voce raccoglie le informazioni riguardanti il 1. Fußball-Club Köln 01/07 nelle competizioni ufficiali della stagione 1987-1988.

## Stagione
Nella stagione 1987-1988 il Colonia, allenato da Christoph Daum, concluse il campionato di Bundesliga al 3º posto. In Coppa di Germania il Colonia fu eliminato al secondo turno dal Vikt. Aschaffenburg.

## Rosa
| N. |                      | Ruolo | Calciatore         |
| -- | -------------------- | ----- | ------------------ |
| 6  | Germania (bandiera)  | C     | Olaf Janßen        |
|    | Germania (bandiera)  | P     | Uwe Brunn          |
|    | Germania (bandiera)  | P     | Bodo Illgner       |
|    | Germania (bandiera)  | P     | Rudolf Kargus      |
|    | Germania (bandiera)  | D     | Andreas Gielchen   |
|    | Germania (bandiera)  | D     | Hans Hohs          |
|    | Germania (bandiera)  | D     | Matthias Hönerbach |
|    | Germania (bandiera)  | D     | Jürgen Kohler      |
|    | Danimarca (bandiera) | D     | Morten Olsen       |
|    | Germania (bandiera)  | D     | Dieter Prestin     |
|    | Germania (bandiera)  | D     | Paul Steiner       |

| N. |                        | Ruolo | Calciatore          |
| -- | ---------------------- | ----- | ------------------- |
|    | Germania (bandiera)    | C     | Stefan Engels       |
|    | Germania (bandiera)    | C     | Ralf Geilenkirchen  |
|    | Germania (bandiera)    | C     | Armin Görtz         |
|    | Germania (bandiera)    | C     | Michael Griehsbach  |
|    | Germania (bandiera)    | C     | Thomas Häßler       |
|    | Germania (bandiera)    | C     | Pierre Littbarski   |
|    | Germania (bandiera)    | A     | Thomas Allofs       |
|    | Germania (bandiera)    | A     | Matthias Baranowski |
|    | Danimarca (bandiera)   | A     | Flemming Povlsen    |
|    | Inghilterra (bandiera) | A     | Tony Woodcock       |

## Organigramma societario
Area tecnica
- Allenatore: Christoph Daum
- Allenatore in seconda:
- Preparatore dei portieri: Rolf Herings
- Preparatori atletici:

## Calciomercato

### Sessione estiva
| Acquisti | Acquisti            | Acquisti             | Acquisti |
| R.       | Nome                | da                   | Modalità |
| -------- | ------------------- | -------------------- | -------- |
| C        | Pierre Littbarski   | RC France            |          |
| A        | Matthias Baranowski | RW Oberhausen        |          |
| C        | Michael Griehsbach  | BV 08 Lüttringhausen |          |
| P        | Rudolf Kargus       | Fortuna Düsseldorf   |          |
| D        | Jürgen Kohler       | Waldhof Mannheim     |          |
| A        | Flemming Povlsen    | Real M. Castilla     |          |

| Cessioni | Cessioni             | Cessioni            | Cessioni |
| R.       | Nome                 | a                   | Modalità |
| -------- | -------------------- | ------------------- | -------- |
| C        | Hans-Peter Lehnhoff  | Anversa             |          |
| A        | Klaus Allofs         | Olympique Marsiglia |          |
| C        | Uwe Bein             | Amburgo             |          |
| D        | Karlheinz Geils      | Hannover 96         |          |
| P        | Toni Schumacher      | Schalke 04          |          |
| D        | Michel van de Korput | Beerschot           |          |
| D        | Michael Wollitz      | Schalke 04          |          |

### Sessione invernale
| Acquisti | Acquisti | Acquisti | Acquisti |
| R.       | Nome     | da       | Modalità |
| -------- | -------- | -------- | -------- |

| Cessioni | Cessioni       | Cessioni             | Cessioni |
| R.       | Nome           | a                    | Modalità |
| -------- | -------------- | -------------------- | -------- |
| A        | Robert Schmitz | BV 08 Lüttringhausen |          |

## Risultati

### Bundesliga

#### Girone di andata
| Arbitro: | Dellwing |

|                     |           |                   |
| Harforth 11’ (rig.) | Marcatori | 50’ Geilenkirchen |

| Arbitro: | Brückner |

|                              |           |          |
| Allofs 37’ Janßen 87’ (rig.) | Marcatori | 68’ Kohr |

| Bochum 15 agosto 1987, ore 15:30 CEST 3ª giornata | Bochum    | 0 – 0 referto | Colonia | Ruhrstadion (18 000 spett.)\| Arbitro: \| Scheuerer \| |
| Arbitro:                                          | Scheuerer |               |         |                                                        |

| Arbitro: | Barnick |

|                            |           |  |
| Povlsen 47’ Littbarski 63’ | Marcatori |  |

| Arbitro: | Osmers |

|  |           |                        |
|  | Marcatori | 19’ Povlsen 71’ Allofs |

| Colonia 2 settembre 1987, ore 20:00 CEST 6ª giornata | Colonia | 0 – 0 referto | Bayer Leverkusen | Müngersdorfer Stadion (33 000 spett.)\| Arbitro: \| Neuner \| |
| Arbitro:                                             | Neuner  |               |                  |                                                               |

| Arbitro: | Boos |

|            |           |                        |
| Dickel 88’ | Marcatori | 48’ Povlsen 73’ Allofs |

| Arbitro: | Wiesel |

|                                   |           |            |
| Allofs 16’ Engels 27’ Povlsen 45’ | Marcatori | 13’ Brehme |

| Ludwigshafen am Rhein 18 settembre 1987, ore 20:00 CEST 9ª giornata | Waldhof Mannheim | 0 – 0 referto | Colonia | Südweststadion (17 500 spett.)\| Arbitro: \| Bruch \| |
| Arbitro:                                                            | Bruch            |               |         |                                                       |

| Arbitro: | Tritschler |

|                              |           |  |
| Steiner 35’, 73’ Povlsen 67’ | Marcatori |  |

| Arbitro: | Föckler |

|             |           |                       |
| Schwabl 53’ | Marcatori | 39’ Allofs 83’ Häßler |

| Arbitro: | Brehm |

|                                               |           |          |
| Povlsen 10’, 27’ Herbst 68’ (aut.) Häßler 80’ | Marcatori | 37’ Rahn |

| Arbitro: | Kriegelstein |

|                  |           |           |
| Olsen 18’ (aut.) | Marcatori | 46’ Görtz |

| Arbitro: | Wittke |

|           |           |  |
| Allofs 6’ | Marcatori |  |

| Arbitro: | Brückner |

|                         |           |           |
| Neubarth 15’ Votava 71’ | Marcatori | 5’ Kohler |

| Arbitro: | Matheis |

|                    |           |                      |
| Thon 3’ Goldbæk 5’ | Marcatori | 10’ Kohler 29’ Görtz |

| Arbitro: | Scheuerer |

|                     |           |  |
| Baranowski 54’, 70’ | Marcatori |  |

#### Girone di ritorno
| Arbitro: | Theobald |

|                                                          |           |  |
| Olsen 28’ Görtz 68’ Baranowski 78’ Littbarski 89’ (rig.) | Marcatori |  |

| Arbitro: | Heitmann |

|                                   |           |  |
| Kohr 30’ Hartmann 65’ Allievi 70’ | Marcatori |  |

| Arbitro: | Amerell |

|                        |           |                       |
| Engels 9’ Woodcock 81’ | Marcatori | 14’ Woelk 53’ Leifeld |

| Arbitro: | Tritschler |

|                  |           |                       |
| Prytz 15’ (rig.) | Marcatori | 11’ (rig.) Littbarski |

| Arbitro: | Zimmermann |

|            |           |                  |
| Engels 77’ | Marcatori | 73’ Sigurvinsson |

| Arbitro: | Werner |

|         |           |           |
| Cha 27’ | Marcatori | 26’ Görtz |

| Arbitro: | Wiesel |

|                        |           |  |
| Häßler 45’ Povlsen 52’ | Marcatori |  |

| Arbitro: | Theobald |

|                        |           |                        |
| Dorfner 26’ Hughes 52’ | Marcatori | 58’, 75’ Geilenkirchen |

| Arbitro: | Osmers |

|                                                               |           |  |
| Dickgießer 63’ (aut.) Engels 77’ (rig.) Littbarski 85’ (rig.) | Marcatori |  |

| Arbitro: | Boos |

|            |           |  |
| Dooley 45’ | Marcatori |  |

| Arbitro: | Mierswa |

|                             |           |            |
| Povlsen 15’, 42’ Janßen 40’ | Marcatori | 17’ Reuter |

| Arbitro: | Föckler |

|  |           |             |
|  | Marcatori | 61’ Povlsen |

| Arbitro: | Werner |

|                |           |            |
| Littbarski 65’ | Marcatori | 23’ Détári |

| Arbitro: | Matheis |

|                             |           |  |
| Spörl 11’, 35’ Labbadia 89’ | Marcatori |  |

| Arbitro: | Neuner |

|                                  |           |  |
| Povlsen 3’ Littbarski 50’ (rig.) | Marcatori |  |

| Arbitro: | Tritschler |

|                                             |           |          |
| Häßler 70’ Littbarski 74’ (rig.) Janßen 84’ | Marcatori | 34’ Götz |

| Arbitro: | Wittke |

|  |           |                                              |
|  | Marcatori | 42’ Povlsen 55’ (rig.) Littbarski 89’ Häßler |

### Coppa di Germania
| Arbitro: | Gabor |

|                                |           |  |
| Littbarski 27’, 37’ Engels 90’ | Marcatori |  |

| Arbitro: | Fux |

|           |           |  |
| Höfer 83’ | Marcatori |  |

## Statistiche

### Statistiche di squadra
| Competizione      | Punti | In casa | In casa | In casa | In casa | In casa | In casa | In trasferta | In trasferta | In trasferta | In trasferta | In trasferta | In trasferta | Totale | Totale | Totale | Totale | Totale | Totale | DR  |
| Competizione      | Punti | G       | V       | N       | P       | Gf      | Gs      | G            | V            | N            | P            | Gf           | Gs           | G      | V      | N      | P      | Gf     | Gs     | DR  |
| ----------------- | ----- | ------- | ------- | ------- | ------- | ------- | ------- | ------------ | ------------ | ------------ | ------------ | ------------ | ------------ | ------ | ------ | ------ | ------ | ------ | ------ | --- |
| Bundesliga        | 48    | 17      | 13      | 4       | 0       | 38      | 9       | 17           | 5            | 8            | 4            | 19           | 19           | 34     | 18     | 12     | 4      | 57     | 28     | +29 |
| Coppa di Germania | -     | 1       | 1       | 0       | 0       | 3       | 0       | 1            | 0            | 0            | 1            | 0            | 1            | 2      | 1      | 0      | 1      | 3      | 1      | +2  |
| Totale            | 48    | 18      | 14      | 4       | 0       | 41      | 9       | 18           | 5            | 8            | 5            | 19           | 20           | 36     | 19     | 12     | 5      | 60     | 29     | +31 |

### Andamento in campionato
| Giornata  | 1  | 2 | 3 | 4 | 5 | 6 | 7 | 8 | 9 | 10 | 11 | 12 | 13 | 14 | 15 | 16 | 17 | 18 | 19 | 20 | 21 | 22 | 23 | 24 | 25 | 26 | 27 | 28 | 29 | 30 | 31 | 32 | 33 | 34 |
| --------- | -- | - | - | - | - | - | - | - | - | -- | -- | -- | -- | -- | -- | -- | -- | -- | -- | -- | -- | -- | -- | -- | -- | -- | -- | -- | -- | -- | -- | -- | -- | -- |
| Luogo     | T  | C | T | C | T | C | T | C | T | C  | T  | C  | T  | C  | T  | T  | C  | C  | T  | C  | T  | C  | T  | C  | T  | C  | T  | C  | T  | C  | T  | C  | C  | T  |
| Risultato | N  | V | N | V | V | N | V | V | N | V  | V  | V  | N  | V  | P  | N  | V  | V  | P  | N  | N  | N  | N  | V  | N  | V  | P  | V  | V  | N  | P  | V  | V  | V  |
| Posizione | 10 | 5 | 5 | 3 | 2 | 2 | 2 | 2 | 2 | 2  | 1  | 1  | 2  | 2  | 3  | 3  | 3  | 2  | 2  | 3  | 3  | 3  | 3  | 3  | 3  | 3  | 3  | 3  | 3  | 2  | 3  | 3  | 3  | 3  |

Legenda:

Luogo: C = Casa; T = Trasferta. Risultato: V = Vittoria; N = Pareggio; P = Sconfitta.

### Statistiche dei giocatori
| Giocatore        | Bundesliga | Bundesliga | Bundesliga  | Bundesliga | Coppa di Germania | Coppa di Germania | Coppa di Germania | Coppa di Germania | Totale   | Totale | Totale      | Totale     |
| Giocatore        | Presenze   | Reti       | Ammonizioni | Espulsioni | Presenze          | Reti              | Ammonizioni       | Espulsioni        | Presenze | Reti   | Ammonizioni | Espulsioni |
| ---------------- | ---------- | ---------- | ----------- | ---------- | ----------------- | ----------------- | ----------------- | ----------------- | -------- | ------ | ----------- | ---------- |
| T. Allofs        | 21         | 6          | 1           | 0          | 2                 | 0                 | 0                 | 0                 | 23       | 6      | 1           | 0          |
| M. Baranowski    | 11         | 3          | 2           | 0          | 1                 | 0                 | 0                 | 0                 | 12       | 3      | 2           | 0          |
| U. Brunn         | 0          | 0          | 0           | 0          | 0                 | 0                 | 0                 | 0                 | 0        | 0      | 0           | 0          |
| S. Engels        | 25         | 4          | 3           | 1          | 2                 | 1                 | 1                 | 0                 | 27       | 5      | 4           | 1          |
| R. Geilenkirchen | 20         | 3          | 1           | 0          | 1                 | 0                 | 0                 | 0                 | 21       | 3      | 1           | 0          |
| A. Gielchen      | 15         | 0          | 1           | 0          | 1                 | 0                 | 0                 | 0                 | 16       | 0      | 1           | 0          |
| M. Griehsbach    | 3          | 0          | 0           | 0          | 0                 | 0                 | 0                 | 0                 | 3        | 0      | 0           | 0          |
| A. Görtz         | 34         | 4          | 4           | 0          | 2                 | 0                 | 0                 | 0                 | 36       | 4      | 4           | 0          |
| H. Hohs          | 1          | 0          | 1           | 0          | 0                 | 0                 | 0                 | 0                 | 1        | 0      | 1           | 0          |
| T. Häßler        | 34         | 5          | 2           | 0          | 2                 | 0                 | 0                 | 0                 | 36       | 5      | 2           | 0          |
| M. Hönerbach     | 26         | 0          | 3           | 0          | 1                 | 0                 | 0                 | 0                 | 27       | 0      | 3           | 0          |
| B. Illgner       | 34         | 0          | 3           | 0          | 2                 | 0                 | 0                 | 0                 | 36       | 0      | 3           | 0          |
| O. Janßen        | 13         | 3          | 3           | 0          | 0                 | 0                 | 0                 | 0                 | 13       | 3      | 3           | 0          |
| R. Kargus        | 0          | 0          | 0           | 0          | 0                 | 0                 | 0                 | 0                 | 0        | 0      | 0           | 0          |
| J. Kohler        | 30         | 2          | 10          | 0          | 2                 | 0                 | 1                 | 0                 | 32       | 2      | 11          | 0          |
| H. Lehnhoff      | 3          | 0          | 0           | 0          | 0                 | 0                 | 0                 | 0                 | 3        | 0      | 0           | 0          |
| P. Littbarski    | 31         | 8          | 3           | 0          | 2                 | 2                 | 0                 | 0                 | 33       | 10     | 3           | 0          |
| M. Olsen         | 30         | 1          | 2           | 0          | 1                 | 0                 | 0                 | 0                 | 31       | 1      | 2           | 0          |
| F. Povlsen       | 34         | 13         | 1           | 1          | 2                 | 0                 | 0                 | 0                 | 36       | 13     | 1           | 1          |
| D. Prestin       | 7          | 0          | 3           | 0          | 1                 | 0                 | 0                 | 0                 | 8        | 0      | 3           | 0          |
| R. Schmitz       | 2          | 0          | 0           | 0          | 0                 | 0                 | 0                 | 0                 | 2        | 0      | 0           | 0          |
| P. Steiner       | 33         | 2          | 7           | 0          | 2                 | 0                 | 0                 | 0                 | 35       | 2      | 7           | 0          |
| T. Woodcock      | 20         | 1          | 1           | 0          | 2                 | 0                 | 0                 | 0                 | 22       | 1      | 1           | 0          |